# Nikitari
Nikitari (gr. Νικητάρι) – wieś w Republice Cypryjskiej, w dystrykcie Nikozja. W 2023 roku liczyła 426 mieszkańców.